# Rinyakovácsi
Rinyakovácsi là một thị trấn thuộc hạt Somogy, Hungary. Thị trấn này có diện tích 11,09 km², dân số năm 2010 là 142 người, mật độ 13 người/km².